# Järpås kyrka
Järpås kyrka är en kyrkobyggnad som tillhör Järpås församling i Skara stift. Den ligger i den sydvästra delen av Lidköpings kommun.

## Kyrkobyggnaden
Dagens kyrka uppfördes 1805-1806 på platsen för en tidigare kyrka från 1100-talet och delvis på dennas grund. Byggnaden är väldig och bred med ett torn med flack huv. Interiören är nyklassicistisk och sakristian har en församlingssal i en övervåning. En större renovering 1910 under ledning av Axel Lindegren omdanade interiören i nybarock, då bland annat en öppen läktare bakom altaret byggdes bort. 
I långskepet finns begravningsvapen för adelsfamiljer i trakten: Harald Oxe, död 1690; Berent Papegoja, död 1700; och Erland Kalle, död 1729. I västra gavelns yttervägg är en runsten (Vg 30) inmurad som har inskriften: Kabr o Wikman satte denna sten och gjorde bron efter Sture. Den omtalade brons belägenhet är inte känd idag. Runstenen fanns tidigare i den gamla kyrkans sakristia. 
Till kyrkogården leder en stiglucka. Det finns kvadersten av sandsten i kyrkogårdsmuren som sannolikt härrör från den medeltida kyrkans murverk.

## Inventarier
- Kalkformad odekorerad dopfunt i sandsten av romansk typ.
- Altarprydnaden är ett akantussnideri från 1689 som renoverades och sattes upp 1918. Den övertogs från den gamla kyrkan.
- Mässhake av svart sammet med silverkors och galoner daterad 1789.

### Klockor
Kyrkan hade tidigare två medeltida klockor.
- Storklockan, som då saknade inskrift, omgöts 1885.
- Lillklockan finns kvar och är av en tidig medeltida typ, men saknar även den inskrifter.

### Orgel
Orgeln, som är placerad på läktaren i väster, byggdes 1934 av A. Magnusson Orgelbyggeri AB. Fasaden är stum och instrumentet har femton stämmor fördelade på två manualer och pedal. Den tidigare orgeln var byggd 1842 av Johan Nikolaus Söderling.

## Bilder

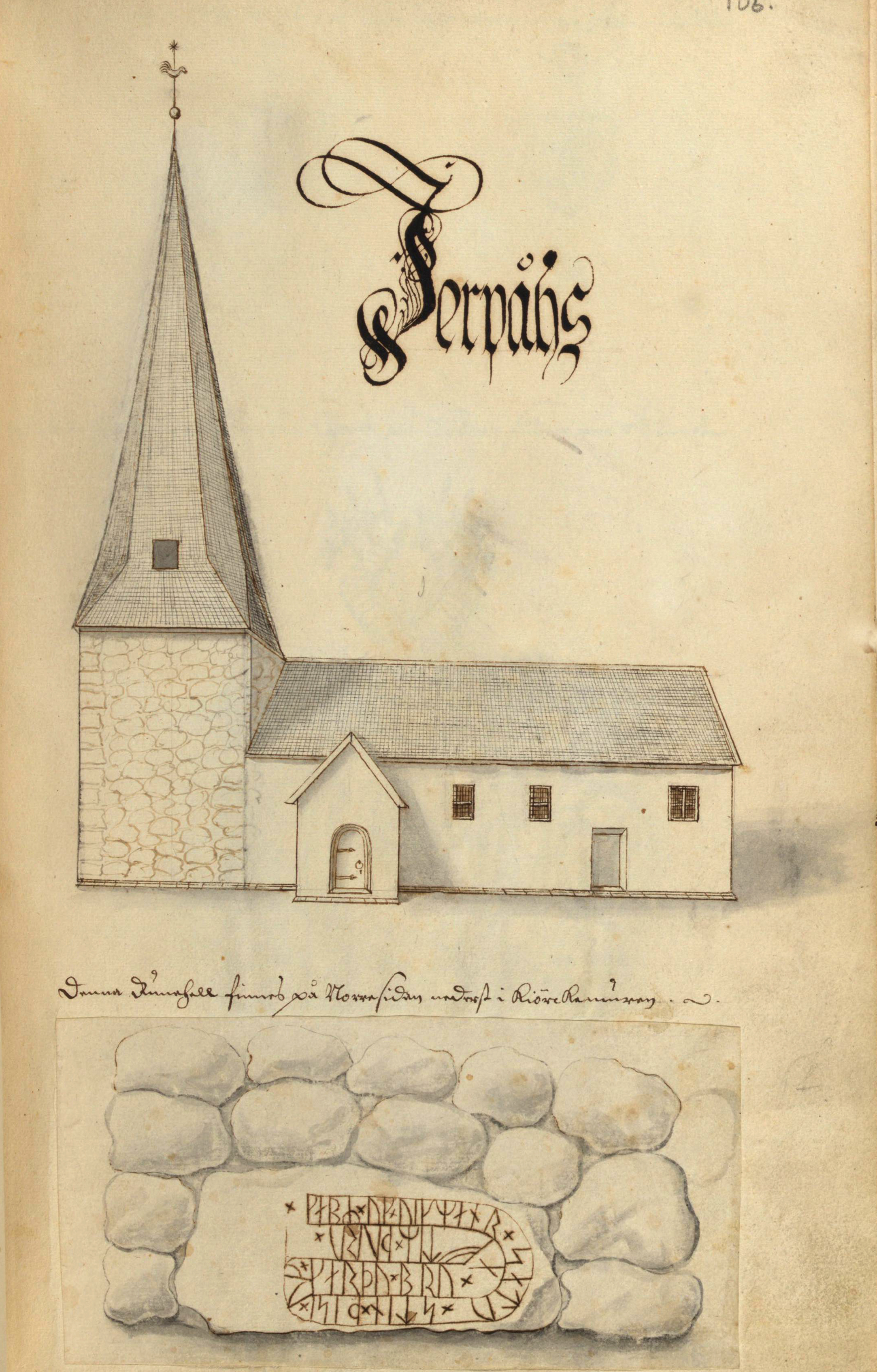
Den medeltida kyrkan på teckning omkring 1670.
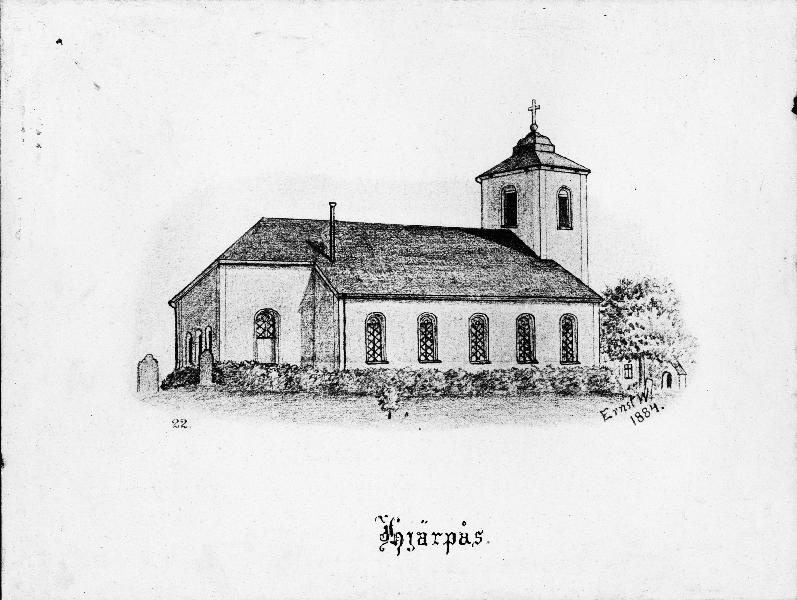
Kyrkan på teckning från 1884.
Exteriör från öster.
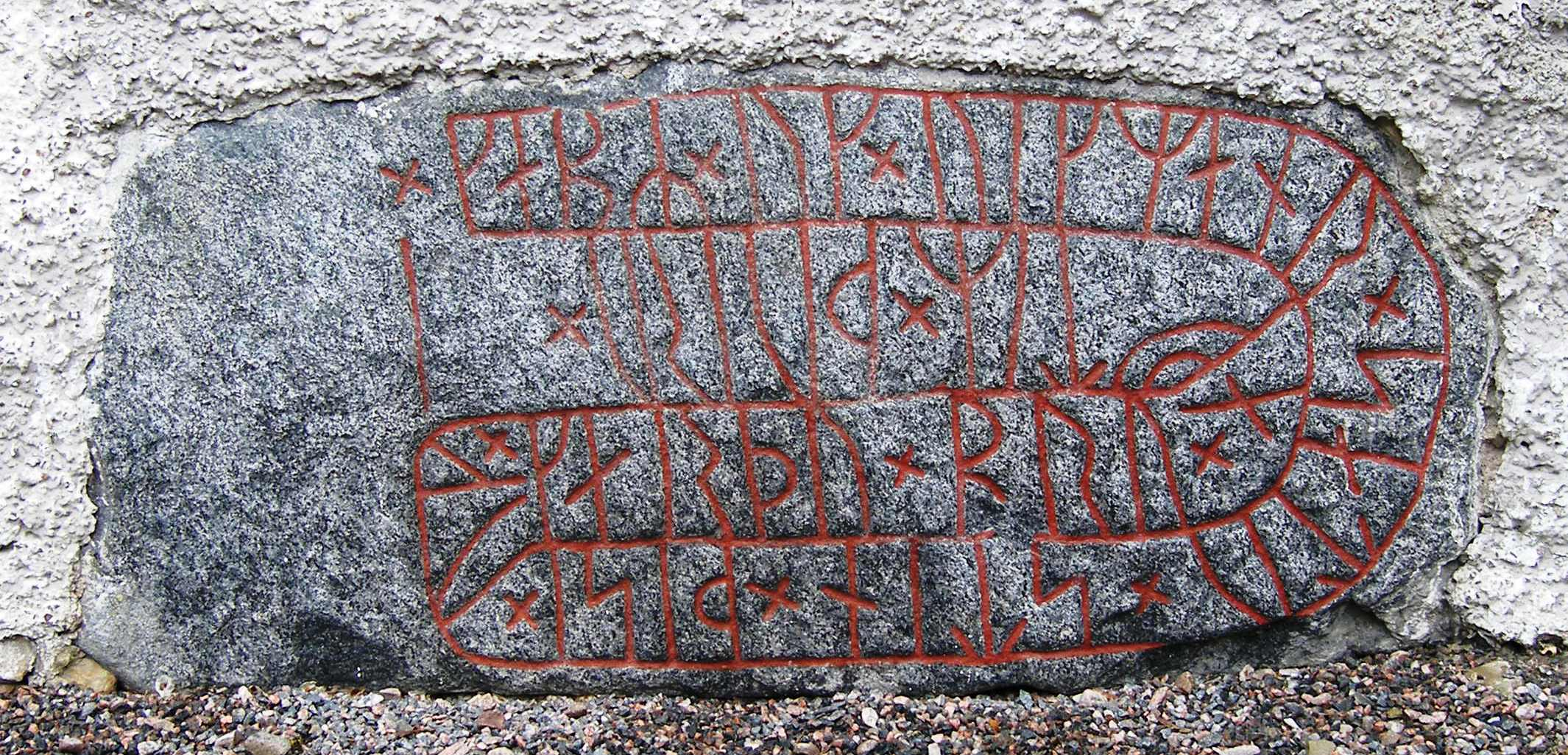
Runsten Vg 30 inmurad i väggen.